# Авраам Египетский
Авраа́м Минуфский, или Египетский — монах-отшельник, коптский святой IV века. День памяти — 21 мая (30 баваба по египетскому календарю). Согласно его житию, был родом из Минуфа в Дельте, родители его были христианами и занимали высокое положение в обществе. Достигнув совершеннолетия, ушёл в Ахмим и в 23 года стал учеником Агафона Молчальника, оставался у старца в течение 16 лет. Поначалу он так и не принял монашеских обетов, по приказанию братии он уходил из пустыни в долину Нила, ловил рыбу и на деньги от её продажи снабжал киновию бобами. Его собратом по обители был апа Феодор — ученик Пахомия Великого. Все сведения о жизни и подвижничестве Авраама известны только из Синаксаря; некоторые сюжеты с его участием вошли в «Изречения египетских отцов».